# 1682 год
1682 (ты́сяча шестьсо́т во́семьдесят второ́й) год  по григорианскому календарю — невисокосный год, начинающийся в четверг. Это 1682 год нашей эры, 2‑й год 9‑го десятилетия XVII века 2‑го тысячелетия, 3‑й год 1680‑х годов. Он закончился 343 года назад.
| Пн | Вт | Ср | Чт | Пт | Сб | Вс |
|    |    |    | 1  | 2  | 3  | 4  |
| 5  | 6  | 7  | 8  | 9  | 10 | 11 |
| 12 | 13 | 14 | 15 | 16 | 17 | 18 |
| 19 | 20 | 21 | 22 | 23 | 24 | 25 |
| 26 | 27 | 28 | 29 | 30 | 31 |    |

| Пн | Вт | Ср | Чт | Пт | Сб | Вс |
|    |    |    |    |    |    | 1  |
| 2  | 3  | 4  | 5  | 6  | 7  | 8  |
| 9  | 10 | 11 | 12 | 13 | 14 | 15 |
| 16 | 17 | 18 | 19 | 20 | 21 | 22 |
| 23 | 24 | 25 | 26 | 27 | 28 |    |

| Пн | Вт | Ср | Чт | Пт | Сб | Вс |
|    |    |    |    |    |    | 1  |
| 2  | 3  | 4  | 5  | 6  | 7  | 8  |
| 9  | 10 | 11 | 12 | 13 | 14 | 15 |
| 16 | 17 | 18 | 19 | 20 | 21 | 22 |
| 23 | 24 | 25 | 26 | 27 | 28 | 29 |
| 30 | 31 |    |    |    |    |    |

| Пн | Вт | Ср | Чт | Пт | Сб | Вс |
|    |    | 1  | 2  | 3  | 4  | 5  |
| 6  | 7  | 8  | 9  | 10 | 11 | 12 |
| 13 | 14 | 15 | 16 | 17 | 18 | 19 |
| 20 | 21 | 22 | 23 | 24 | 25 | 26 |
| 27 | 28 | 29 | 30 |    |    |    |

| Пн | Вт | Ср | Чт | Пт | Сб | Вс |
|    |    |    |    | 1  | 2  | 3  |
| 4  | 5  | 6  | 7  | 8  | 9  | 10 |
| 11 | 12 | 13 | 14 | 15 | 16 | 17 |
| 18 | 19 | 20 | 21 | 22 | 23 | 24 |
| 25 | 26 | 27 | 28 | 29 | 30 | 31 |

| Пн | Вт | Ср | Чт | Пт | Сб | Вс |
| 1  | 2  | 3  | 4  | 5  | 6  | 7  |
| 8  | 9  | 10 | 11 | 12 | 13 | 14 |
| 15 | 16 | 17 | 18 | 19 | 20 | 21 |
| 22 | 23 | 24 | 25 | 26 | 27 | 28 |
| 29 | 30 |    |    |    |    |    |

| Пн | Вт | Ср | Чт | Пт | Сб | Вс |
|    |    | 1  | 2  | 3  | 4  | 5  |
| 6  | 7  | 8  | 9  | 10 | 11 | 12 |
| 13 | 14 | 15 | 16 | 17 | 18 | 19 |
| 20 | 21 | 22 | 23 | 24 | 25 | 26 |
| 27 | 28 | 29 | 30 | 31 |    |    |

| Пн | Вт | Ср | Чт | Пт | Сб | Вс |
|    |    |    |    |    | 1  | 2  |
| 3  | 4  | 5  | 6  | 7  | 8  | 9  |
| 10 | 11 | 12 | 13 | 14 | 15 | 16 |
| 17 | 18 | 19 | 20 | 21 | 22 | 23 |
| 24 | 25 | 26 | 27 | 28 | 29 | 30 |
| 31 |    |    |    |    |    |    |

| Пн | Вт | Ср | Чт | Пт | Сб | Вс |
|    | 1  | 2  | 3  | 4  | 5  | 6  |
| 7  | 8  | 9  | 10 | 11 | 12 | 13 |
| 14 | 15 | 16 | 17 | 18 | 19 | 20 |
| 21 | 22 | 23 | 24 | 25 | 26 | 27 |
| 28 | 29 | 30 |    |    |    |    |

| Пн | Вт | Ср | Чт | Пт | Сб | Вс |
|    |    |    | 1  | 2  | 3  | 4  |
| 5  | 6  | 7  | 8  | 9  | 10 | 11 |
| 12 | 13 | 14 | 15 | 16 | 17 | 18 |
| 19 | 20 | 21 | 22 | 23 | 24 | 25 |
| 26 | 27 | 28 | 29 | 30 | 31 |    |

| Пн | Вт | Ср | Чт | Пт | Сб | Вс |
|    |    |    |    |    |    | 1  |
| 2  | 3  | 4  | 5  | 6  | 7  | 8  |
| 9  | 10 | 11 | 12 | 13 | 14 | 15 |
| 16 | 17 | 18 | 19 | 20 | 21 | 22 |
| 23 | 24 | 25 | 26 | 27 | 28 | 29 |
| 30 |    |    |    |    |    |    |

| Пн | Вт | Ср | Чт | Пт | Сб | Вс |
|    | 1  | 2  | 3  | 4  | 5  | 6  |
| 7  | 8  | 9  | 10 | 11 | 12 | 13 |
| 14 | 15 | 16 | 17 | 18 | 19 | 20 |
| 21 | 22 | 23 | 24 | 25 | 26 | 27 |
| 28 | 29 | 30 | 31 |    |    |    |

## События
- 1618—1683 — маньчжурское завоевание Китая. Процесс распространения власти маньчжурской империи Цин на территорию, принадлежавшую китайской империи Мин[1].
- Ассамблея французского духовенства. Разработана программа церковно-политических реформ («Декларация»), провозглашавшая полную независимость французской церкви от Рима и подчинение её королю. Папа объявил «Декларацию» не имеющей силы и отлучил всех священников, согласившихся на её принятие.
- Французскими исследователями была основана колония в устье реки Миссисипи, названая Луизианой в честь короля Людовика XIV.
- Робер де Ла Саль объявил бассейн реки Миссисипи французским владением, назвав область Луизианой.
- Комета Галлея в очередной раз посетила Солнечную систему.

## Русское государство
Царствование: Фёдор Алексеевич, правительница Софья Алексеевна (с осени) при малолетних Иване V и Петре I

### Правление Фёдора Алексеевича
- Ноябрь 1681— апрель 1682 — Московский собор[2]:
  - Соборные решения изложены в форме 16 предложений от царя и стольких же соборных ответов духовенства[2].

- 1681—1684 — Башкирское восстание[3].
  - Начало июня — битва на реке Ик. В ходе сражения был ранен предводитель восстания Сеит Ягафаров[4].
- 12 января — Соборное (приговор) решение об Отмене местничества[5].
  - 12 (22) января — сожжение местнических документов в Разрядных сенях, что символизировало решительный отказ от многовековой традиции местничества[6].
  - Январь 1682—1690 — образованная Палата родословных дел (родословная комиссия) начала принимать родословные росписи[5].
  - 26 февраля — в Палату родословных дел подана первая роспись князей Троекуровых[5].
  - 27 марта — выходит царский указ-инструкция определяющий основные критерии, которыми должны руководствоваться приказные люди при решении спорных ситуаций, возникших в ходе пополнения новых родословцев[5].
- Начало года — Милославский Иван Михайлович не смог добиться, чтобы овдовевший царь Фёдор Алексеевич женился на Прасковье Фёдоровне Салтыковой (с 1684 года жена Ивана V Алексеевича)[7].
  - 15 (25) февраля — Фёдор Алексеевич женился вторым браком на Марфе Матвеевне Апраксиной[8].
- Февраль — думный дьяк Иванов Ларион Иванович вторично (первый раз в 1681 году) составляет роспись церковных архиреев[9].
- 24 апреля — в Пустозерске по приказу царя сожжён лидер русских раскольников протопоп Аввакум.
- Фёдор Алексеевич первым из русских государей посетил Новонемецкую слободу на р. Яуза, нарушив обычай общения с иностранцами только на царских приёмах[8].
- 27 апреля (7 мая) — умирает Фёдор Алексеевич. Придворные группировки при активной поддержке патриарха Иоакима при выборе кандидатуры будущего царя обошли Ивана V в пользу Петра I. В историографии существует несколько предположений, объясняющих подобный шаг: от "мудрого" государственного решения в пользу крепкого здоровьем, подающего большие надежды Петра, до опасения возвращения к власти Милославских, неприемлемого для большинства боярских группировок[10].
- Матвеев Артамон Сергеевич, находящийся в ссылке с 1676 года, переведён из г. Мезень (1680-1682) в г. Лух, а после смерти царя, вызван царицей Н.К. Нарышкиной в Москву (погиб во время Стрелецкого бунта)[11].

### Правление Софьи Алексеевны
- Провозглашение царём Петра (было оформлено, как решение Земского собора) подтолкнуло Милославских к организации заговора. Толки о незаконности избрания Петра в обход Ивана были дополнены слухами об планировавшемся убийстве царевича Ивана. На агитацию легко поддались стрельцы, недовольные злоупотреблениями стрелецких полковников и бездеятельностью правительства[10].
- Май—октябрь — Стрелецкий бунт (1682).
  - 20 мая — В.Д. Долгоруков становится главой Приказа Большой казны[5].
  - 15 (25) мая — стрельцы под знамёнами и с оружием вошли в Московский Кремль[12]. Главным "изменником" был объявлен И.К. Нарышкин, поскольку он якобы покушался на жизнь царевича[10].
  - 15 (25) — 17 (27) мая — стрельцы убили 17 родовитых людей, противников Милославских, включая царских родственников царицы Н.К. Нарышкиной и близких людей, захватили их имущество и казну[10][12].
  - 23 мая (2 июня) — Иван Андреевич Хованский сообщил царевне Софье Алексеевне о желании стрельцов, чтобы царями были оба её брата (возможно, вынашивал планы убить царей, женить сына Андрея на одной из царевен и таким образом завладеть русским престолом)[13].
  - 26 мая (5 июня) — объявлено об установлении института соправительства: Иван V должен был стать "старшим" царём (значение его родной сестры Софьи резко возросло), а Пётр I "младшим" царём[12].
  - 6 (16) июня — по требованию стрельцов издаётся жалованная грамота в переименовании стрельцов в "надворную пехоту" (гвардию) и оценки своих расправ, как справедливых казней "изменников" (её текст был помещён на памятном столбе стоявшем на Красной площади до 2 (12) ноября)[12].
  - 25 июня (5 июля) — братья венчались на царство, причём "старший" царь подлинной шапкой Мономаха и Большим нарядом, а для другого "младшего" была сделана копия, шапка Мономаха второго наряда[10].
  - 5 (15) июля — по требованию стрельцов вернуть "старую православную веру" состоялся диспут с одним из старообрядческих лидеров Н.К. Добрыниным о реформе патриарха Никона[12].
  - Июль—ноябрь — вакуум правительственной власти. Москву покинул царский двор (возвращался в июле/августе на три недели), члены Боярской думы, главы многих Приказов[12].
  - 14 (24) сентября — из Москвы царской грамотой был вызван в село Воздвиженское один из лидеров оппозиции И.А. Хованский (по дороге арестован)[12].
  - 17 (27) сентября — казнь в с. Воздвиженское князя Хованского вместе с сыном Андреем [12].
  - 18 (28) сентября — для защиты Государей были вызваны служилые люди, которые сыграли решающую роль в прекращении восстания[12].
  - 3 (13) октября — благодаря посредничеству патриарха Иоакима, восстание завершилось компромиссом. Участники восстания принесли свои "вины" Государям, получили прощения, розыскное дело не было начато[12].
- 1682—1696 — правление Ивана V Алексеевича[10].
- 1682—1725 — правление Петра I Алексеевича[10].
- Албазин центр уезда[14].
  - 4 (14) сентября 1682 — 6 (16) мая 1687 — Албазинская оборона. Поход маньчжурских войск предпринятый по императорскому указу императора Сюанье, посколько Албазин нарушал систему ограждения Китая своеобразными буферными зонами, населенные племенами, находившиеся в вассальной зависимости от Китая[14].
  - 1682—1683 — маньчжурские войска ликвидировали русское Дукинское зимовье на р. Амгунь и сожгли 3 русских острога на р. Зея[14].
- С осени 1682—1689 — Софья Алексеевна сопровительница при малолетних царях. Сосредоточила в своих руках руководство внешней политикой и вооружёнными силами страны[10][15].
- Голицын Василий Васильевич, после гибели в бунте думного дьяка Л.И. Иванова, возглавил Посольский приказ и подчинённые ему приказы[16].
  - 19 (29) октября — В.В. Голицын пожалован почётным титулом "Царственные большие печати и государственных великих посольских дел оберегатель"[16].
  - 1682—1689 — В.В. Голицын возглавлял  Иноземский, Рейтарский и Пушкарский приказы[16].
- 1679—1682 — окончание военной реформы[17].
- Церковный собор в Москве[18].
  - Собор одобрил систему преследований старообрядцев, рассылая в крупные центры раскола особых увещателей и издав полемическое "Возглашение увещевательное всему российскому народу" о сохранении неповреждённости обрядов РПЦ[18].
  - Образована Воронежская епархия.
  - Иоаким, патриарх Московский, проводит в Грановитой палате Московского Кремля публичные "прения о вере"[18].
  - Иоаким автор полемического сочинения против старообрядцев: "Слово на суздальского рождественского попа Никиту Пустосвята" (см. Никита Пустосвят, спор о Вере. картина Василия Перова)[18].
- Разрешительными грамотами вселенских патриархов, Никон (ум. 1681) восстановлен в патриаршем сане[19].
- Указ от имени царей о запрете торговать по воскресеньям[15].
- В России издана первая математическая книга на русском языке, она называлась «Считание удобное, которым всякий человек, купующий или продающий, зело удобно изыскати может число всякие вещи…» и содержала первую российскую таблицу умножения пар чисел от 1×1 до 100×100, записанных славянскими цифрами[20].
- Кузнецкий острог отразил нападение киргизов, томских и кузнецких татар, телеутов и джунгаров[21].
  - В оборонительном сражении под Кузнецким острогом значительно разгромлены соединённые силы тувинцев и кыргызов[21].
- Новомензелинский острог (сов. г. Мензелинск) Закамской засечной черты осаждался восставшими башкирами, но взят не был[22].
- Ок. 1659—1682 — Приказ денежного и хлебного сбора прекратил своё сосуществование[23].
- Лето—зима — Стрелецкий приказ нам короткое время стал именоваться Приказом надворной пехоты[24].
- Мазепа Иван Степанович избран генеральным есаулом[25].
- Шакловитый Фёдор Леонтьевич пожалован в Думные дьяки Разрядного приказа[26].
- Шереметев Пётр Васильевич Большой пожалован в оружничий[27].
- Пожалован кравчий: Голицын Борис Алексеевич[28].
- Пожалованы в думные дворяне: Акинфов Никита Иванович, Башмаков Дементий Минич, Бухвостов Василий Борисович, Вердеревский Василий Петрович, Власов Иван Астафьевич, Голохвастов Василий Яковлевич, Голохвастов Иов Демидович, Дашков Андрей Яковлевич, Заборовский Сергей Матвеевич, Змеев Василий Семёнович, Змеев Венедикт Андреевич (и окольничий), Зыков Фёдор Андреевич, Извольский Викула Фёдорович, Караулов Григорий Степанович, Кондратев Иван Петрович, Косагов Григорий Иванович, Ларионов Иван Семёнович, Лихарев Борис Иванович, Ловчиков Иван Богданович, Ловчиков Степан Богданович, Лязлов Иван Фёдорович, Мясной Василий Данилович, Нарбеков Василий Савич (и окольничий), Нарбеков Степан Савич, Неплюев Степан Прокофьевич, Огарёв Постник Григорьевич, Панин Иван Иванович, Полибин Артемий Фёдорович, Полибин Богдан Фёдорович (и окольничий), Прончищев Пётр Иванович, Пушечников Василий Лаврентьевич, Ржевский Алексей Иванович (и окольничий), Савёлов Иван Петрович, Савёлов Тимофей Петрович (и окольничий), Сунбулов Максим Исаевич, Супонев Григорий Семёнович, Толочанов Семён Фёдорович (и окольничий), Тяпкин Василий Михайлович, Хитрово Пётр Савич, Хитрово Никита Савич, Хитрово Авраам Иванович, Хлопов Кирилл Осипович, Хрущов Фёдор Григорьевич, Цыклер Иван Елисеевич, Чаплыгин Пётр Иванович, Чемоданов Фёдор Иванович, Щепин Иван Иванович, Языков Семён Иванович, Языков Иван Андреевич, Яковлев Богдан Васильевич[29].
- Пожалованы окольничеством: Борятинский Фёдор Юрьевич, Волконский Фёдул Фёдорович, Волконский Михаил Андреевич, Волконский Владимир Иванович, Глебов Михаил Иванович, Головин Иван Иванович, Головин Пётр Алексеевич, Голохвастов Лев Демидович, Желябужский Иван Афанасьевич, Жировой-Засекин Василий Фёдорович, Жировой-Засекин Михаил Фёдорович, Засекин Михаил Фёдорович, Змеев Венедикт Андреевич, Зыков Фёдор Тихонович, Измайлов Матвей Петрович, Квашнин-Самарин Кирьян Иванович, Колупаев Михаил Петрович, Леонтьев Иван Юрьевич, Леонтьев Андрей Иванович, Леонтьев Василий Юрьевич, Львов Пётр Лукич, Матвеев Андрей Артамонович, Матюшкин Иван Афанасьевич, Милославский Ларион Семёнович, Нарбеков Василий Савич, Нарбеков Фёдор Савич, Нарышкин Иван Иванович, Полибин Богдан Фёдорович, Потёмкин Пётр Иванович, Протасьев Александр Петрович, Пушкин Богдан Фёдорович, Мусин-Пушкин Иван Алексеевич, Ржевский Алексей Иванович, Савёлов Павел Петрович, Савелов Тимофей Петрович, Собакин Михаил Васильевич, Соковкин Алексей Прокофьевич, Стрешнев Дмитрий Яковлевич, Стрешнев Василий Фёдорович, Толочанов Семён Фёдорович, Толстой Андрей Васильевич, Ухтомский Иван Григорьевич, Хотетовский Иван Степанович, Шепелев Агей Алексеевич, Шеховской Фёдор Иванович, Шеховской Перфилий Иванович, Щеглов Фёдор Леонтьевич, Щербытый Дмитрий Нефедьевич[30]
- Пожалованы боярством: ближний боярин Троекуров Иван Борисович (боярин с 1677)[31], Шеин Алексей Семёнович (9 (19) апреля)[32], Борятинский Данила Афанасьевич[33], Бутурлин Борис Васильевич, Волынский Иван Фёдорович, Нарышкин Иван Кириллович, Нарышкин Лев Кириллович, Нарышкин Фёдор Авраамович, Нарышкин Кондратий Фомич, Нарышкин Василий Фёдорович, Нарышкин Григорий Филимонович, Неплюев Леонтий Романович, Ромодановский Михаил Григорьевич, Хованский Андрей Иванович[34], Шереметев Фёдор Петрович[27], Голицын Андрей Иванович (лишён в 1690, второй раз пожалован в 1692 году)[28].

### Города и поселения
- Иркутск становится центром Иркутского воеводства[35].

### Руководители приказов
| Года      | Приказ             | Ф,И,О главы                       | Примечания                  |
| --------- | ------------------ | --------------------------------- | --------------------------- |
| 20 мая    | Большой казны      | Долгоруков В. Д.                  |                             |
| Декабрь   | Стрелецкий приказ  | Шакловитый Фёдор Леонтьевич       |                             |
|           | Посольский приказ  | Голицын Василий Васильевич        |                             |
| 1682—1689 | Иноземный приказ   | Голицын Василий Васильевич        |                             |
| 1682—1689 | Рейтарский приказ  | Голицын Василий Васильевич        |                             |
| 1682—1689 | Пушкарский приказ  | Голицын Василий Васильевич        |                             |
| 1682—1689 | Поместный приказ   | Троекуров Иван Борисович          |                             |
| 1676-1682 | Большой казны      | Милославский Иван Михайлович      | Боярин                      |
| 1682      | Иноземский приказ  | Милославский Иван Михайлович      | Боярин                      |
| 1682      | Рейтарский приказ  | Милославский Иван Михайлович      | Боярин                      |
| 1682      | Пушкарский приказ  | Милославский Иван Михайлович      | Боярин                      |
| 1682      | Судный приказ      | Шеин Алексей Семёнович            |                             |
| 1682-1683 | Судный приказ      | Шереметев Пётр Васильевич Меньшой |                             |
| 1681-1683 | Казанского дворца  | Одоевский Яков Никитич            |                             |
| 1676-1682 | Стрелецкий приказ  | Долгоруков Юрий Алексеевич        |                             |
| 1681-1682 | Денежного сбора    | Долгоруков Юрий Алексеевич        | Доимочный и Денежного сбора |
| 1680-1682 | Разрядный приказ   | Долгоруков Михаил Юрьевич         | Боярин                      |
| 1680-1682 | Иноземский приказ  | Долгоруков Михаил Юрьевич         | Боярин                      |
| 1680-1682 | Рейтарский приказ  | Долгоруков Михаил Юрьевич         | Боярин                      |
| 1680-1682 | Пушкарский приказ  | Долгоруков Михаил Юрьевич         | Боярин                      |
| 1676-1689 | Аптекарский приказ | Одоевский Никита Иванович         | Боярин                      |
| 1680-1682 | Расправная палата  | Одоевский Никита Иванович         | Боярин                      |
| 1682-1690 | Оружейный приказ   | Шереметев Пётр Васильевич Большой | Боярин                      |
| 1682-1688 | Золотой приказ     | Шереметев Пётр Васильевич Большой | Боярин                      |

#### Воеводы[39]
| Года      | Город           | Ф,И,О воеводы              | Примечания              |
| --------- | --------------- | -------------------------- | ----------------------- |
| 16 марта  | Албазин         | Воейков Андрей Фёдорович   |                         |
| 1682-1683 | Албазин         | Войлочников Иван           | Прикащик                |
| 1679-1682 | Арзамас         | Ловчиков Степан Богданович | В другом акте Иван      |
| Март/июль | Арзамас         | Шишкин Юрий Фёдорович      | Стольник                |
| Май       | Арзамас         | Монастырёв Иван Леонтьевич |                         |
| Июль      | Арзамас         | Сытин Лукьян Евстафьевич   |                         |
| 1682-1683 | Астрахань       | Головин Алексей Петрович   | Окольничий              |
| 1681-1684 | Берёзов         | Франтор Михаил Иванович    | Стольник                |
| 1671-1684 | Братский острог | Перфирьев Иван             | Енисейский сын боярский |
| 1682      | Брянск          | Шаховской Борис Васильевич | Стольник                |
| 1681-1683 | Белгород        | Хованский Пётр Иванович    |                         |

## Родились
См. также: Категория:Родившиеся в 1682 году
- 4 февраля — Иоганн Фридрих Бёттгер, немецкий алхимик, открывший тайну фарфора (ум. 1719).
- 17 июня — Карл XII, король Швеции (с 1697), полководец, разбитый под Полтавой[40].

## Скончались
См. также: Категория:Умершие в 1682 году.
- 1 января — Якоб фон Кеттлер, герцог курляндский (родился в 1610 году).
- 6 января — Хусепе Мартинес, испанский живописец (р. 1600 году).
- 14 марта — Якоб ван Рейсдаль, голландский художник.
- 3 апреля — Бартоломе Эстебан Мурильо, испанский живописец (родился в 1617 году).
- 4 апреля — Михал Казимир Пац, полководец, польный гетман литовский (1663—1667) и великий гетман литовский (1667—1682).
- 24 апреля — заживо сожжены в срубе пустозерские страдальцы Аввакум, Лазарь, Епифаний и Фёдор[41].
- 24 апреля (4 мая) — Шереметев Василий Борисович, русский военный и государственный деятель, боярин (с 1653)[42].
- 27 апреля (7 мая) — Фёдор III Алексеевич, русский царь[8].
- 15 (25) мая — Матвеев Артамон Сергеевич, ближний боярин, государственный и военный деятель[11].
- 15 (25) мая — Долгоруков Юрий Алексеевич, русский государственный и военный деятель, дипломат, боярин (с 1648), ближний боярин (с 1662)[37].
- 15 (25) мая — Долгоруков Юрий Алексеевич, русский государственный деятель, воевода, наместник, ближний боярин (с 1671)[6].
- 12 июля — Жан Пикар, французский астроном (родился в 1620 году).
- 23 ноября — Клод Лоррен, французский живописец и гравёр (родился в 1600 году).
- 6 (16) декабря — Одоевский Юрий Михайлович, военный и государственный деятель, наместник, боярин (1676)[43].